# Wyraźna granica plastyczności
Uzasadnienie:  artykuły chyba o tym samym?

Wykres rozciągania materiałów plastycznych

Wyraźna granica plastyczności {\displaystyle (R_{e})} – naprężenie niezbędne do zapoczątkowania makroskopowego odkształcenia plastycznego we wszystkich ziarnach. Przekroczenie wyraźnej granicy plastyczności jest obserwowane na krzywej rozciągania jako wyraźny przyrost wydłużenia próbki przy niewielkim przyroście siły lub przy niewielkich wahaniach siły rozciągającej.
Wyraźna granica plastyczności określona jest wzorem:
{\displaystyle R_{e}={\frac {F_{e}}{S_{0}}},}
gdzie:
{\displaystyle R_{e}} – granica plastyczności,
{\displaystyle F_{e}} – siła obciążająca próbkę odpowiadająca granicy plastyczności,
{\displaystyle S_{0}} – początkowe pole przekroju poprzecznego próbki.

## Inne wielkości
- Górna granica plastyczności {\displaystyle (R_{eH})} – maksymalna wartość naprężenia przed pierwszym spadkiem siły. Jeżeli występuje górna i dolna granica plastyczności, to {\displaystyle R_{e}} = {\displaystyle R_{eH}}.
- Dolna granica plastyczności {\displaystyle (R_{eL})} – najmniejsza wartość naprężenia podczas płynięcia plastycznego, z pominięciem ewentualnego początkowego efektu przejściowego (źle zaznaczona na rysunku obok!)
- Umowna granica plastyczności {\displaystyle (R_{0{,}2})} – naprężenie dla wydłużenia względnego {\displaystyle \varepsilon =0{,}2\%,} określane dla materiałów, które nie wykazują wyraźnej granicy plastyczności (nie zaznaczona na ilustracji "Wykres rozciągania materiałów plastycznych").